# Poggio Sommavilla
Poggio Sommavilla è una frazione del comune di Collevecchio, in provincia di Rieti nel Lazio. Situata nella Valle del Tevere, è nota per il rinvenimento di reperti archeologici dalla preistoria.

## Storia

### Origini del nome
Il toponimo Poggio Sommavilla viene citato dal Chronicon 33 del Soratte in epoca altomediovale come Castri Summa Villa, perché edificato sui resti di una villa di epoca romana imperiale, costruita successivamente alla distruzione da parte dell'esercito romano repubblicano del centro arcaico di cui non si conosce ancora il nome. A darne testimonianza archeologica sono le statue della villa trafugate nel 1600 per la collezione Khircheriana e il ritrovamento di una statua da parte di un contadino tra il 1876-1891 nella località dei Frati nella parte nord dell'attuale centro storico, oggi sono conservate a Roma al Museo Nazionale Romano.

### Medioevo
Nel 1283 Pandolfo II Anguillara attaccò il castello di Poggio Sommavilla che venne difeso da Magliano che dovette pertanto subire la reazione papale e del comune romano. Nel 1311, per la sua importanza strategica tra Lazio e Umbria, Magliano attira l'interesse del Comune di Roma e ne diventa vassallo.

## Monumenti e luoghi d'interesse

### Area archeologica di Poggio Sommavilla
Poggio Sommavilla è nota per il rinvenimento di reperti archeologici dalla preistoria all'età tardo antica.

## Infrastrutture e Trasporti

### Ferrovie
- Stazione Collevecchio Poggio Sommavilla